# Briton Rivière

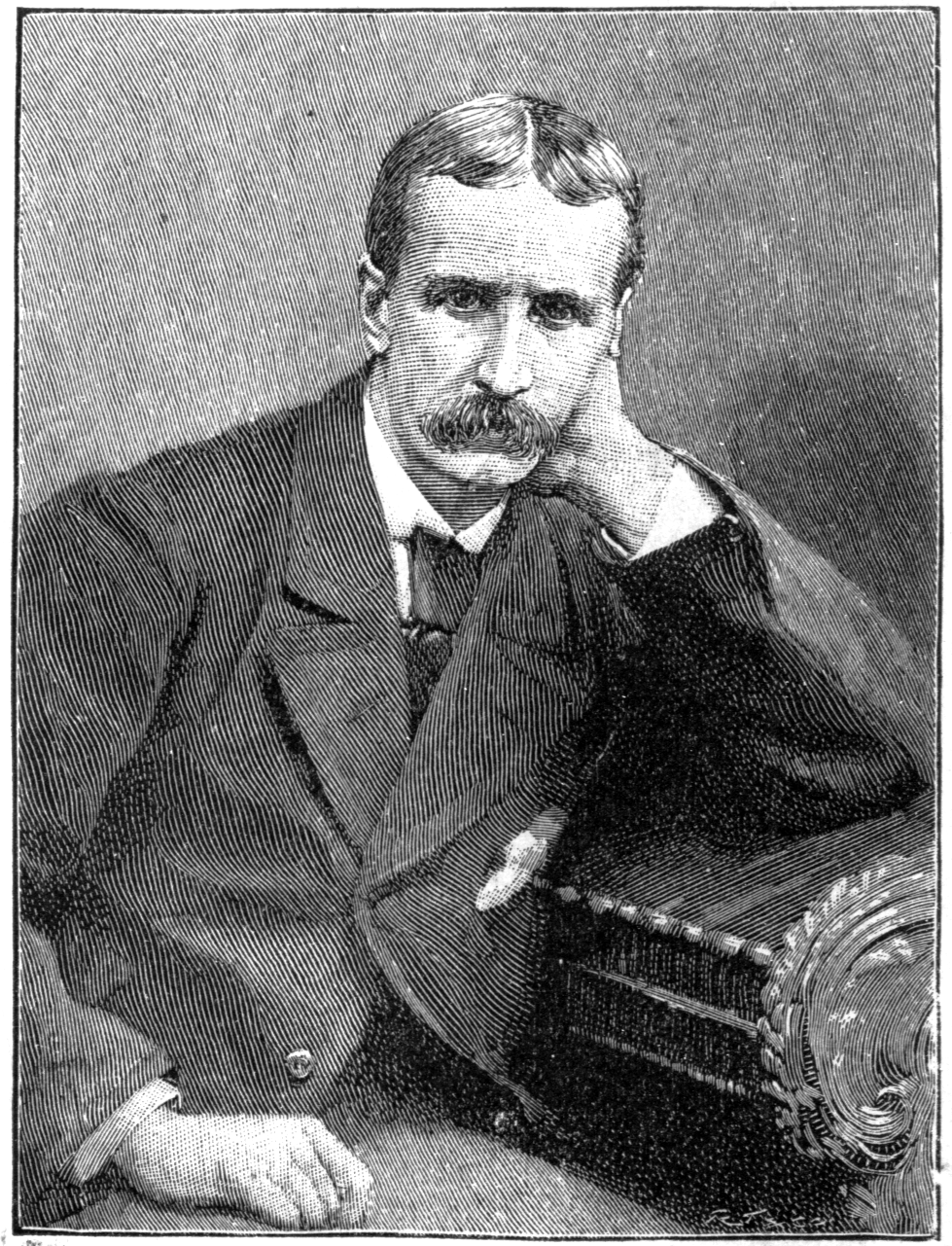
Briton Rivière omstreeks 1873

Briton Rivière (Londen, 14 augustus 1840 – Londen, 20 april 1920) was een Brits kunstschilder. Hij stond bekend om zijn dierenschilderijen.

## Biografie
Rivière stamde af van Franse Hugenoten. Zijn oom van vaderskant, Henry Parsons Rivière (1811–1888) was ook een bekend aquarellist. Rivière volgde zijn opleiding aan het Cheltenham College en in Oxford, waar hij in 1867 zijn diploma haalde. 
Zijn eerste schilderijen ontstonden in 1857. In 1865 begon hij met Sleeping Deerhound aan een serie schilderijen met dieren als onderwerp. Vervolgens zou hij aan dierenschilderijen hij het grootste deel van zijn werkzame leven wijden. Een bekend werk is Daniël in de leeuwenkuil naar het bijbelverhaal. 
Rivière exposeerde bij de bekende Royal Academy of Arts.
Zijn vrouw, Mary Alice Dobell (1844–1931) met wie hij in 1867 trouwde, was ook schilder. Zij kregen samen zeven kinderen: vijf zonen en twee dochters. Een van de zonen, Hugh Goldwin Rivière (1869-1956), werd portrettist.

## Afbeeldingen

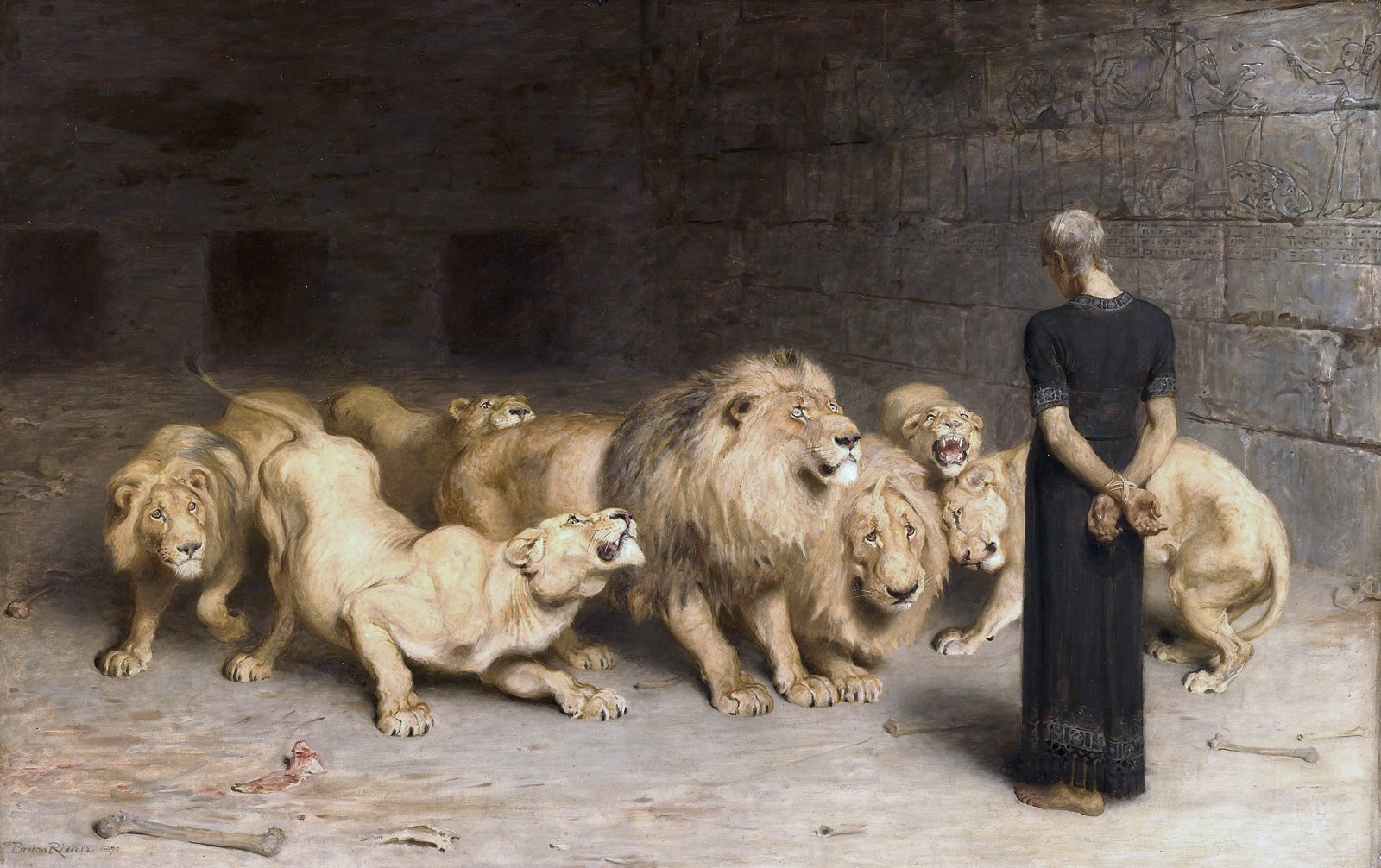
Daniël in de leeuwenkuil, 1872 (Walker Art Gallery, Liverpool)
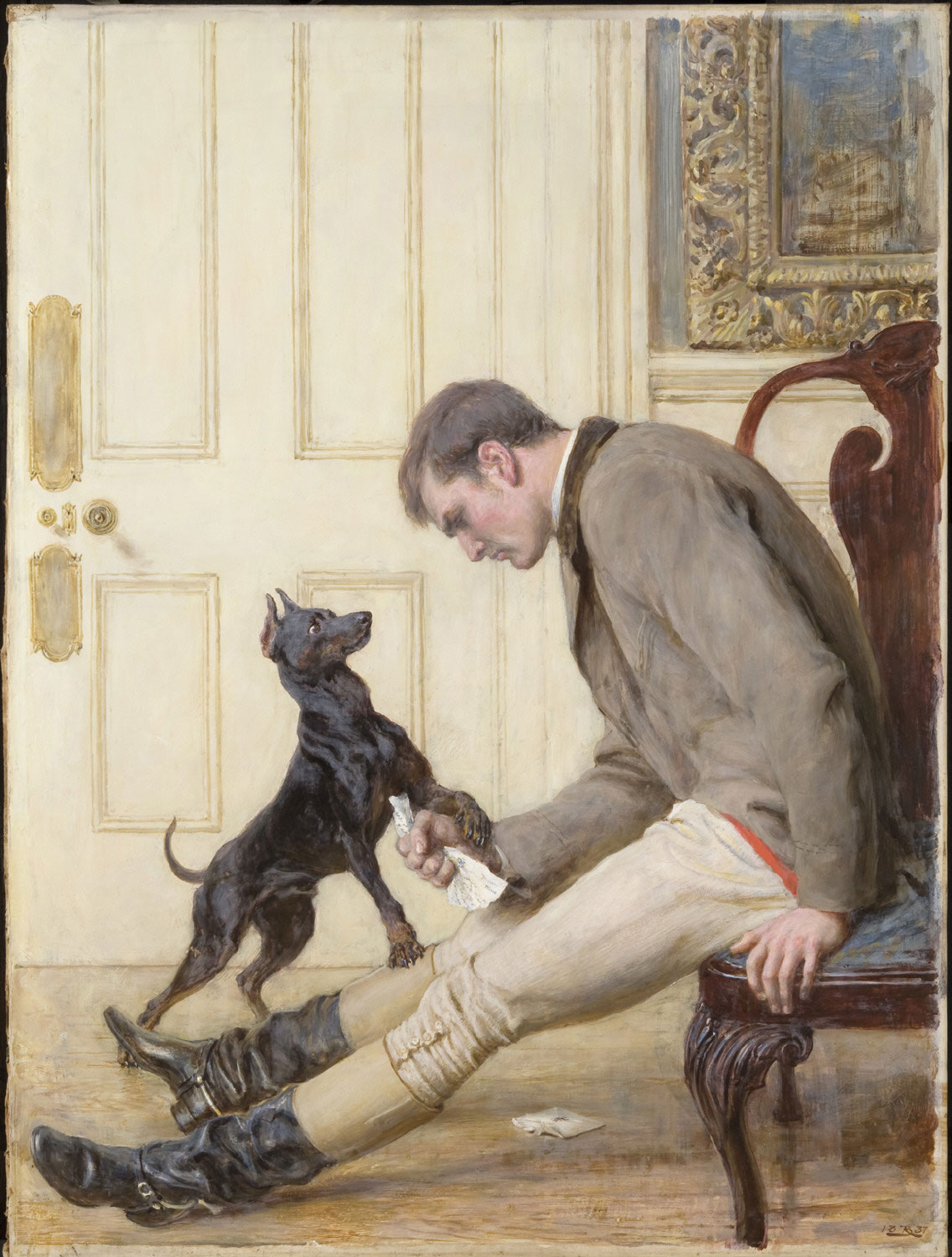
De brief, 1887 (	Philadelphia Museum of Art)
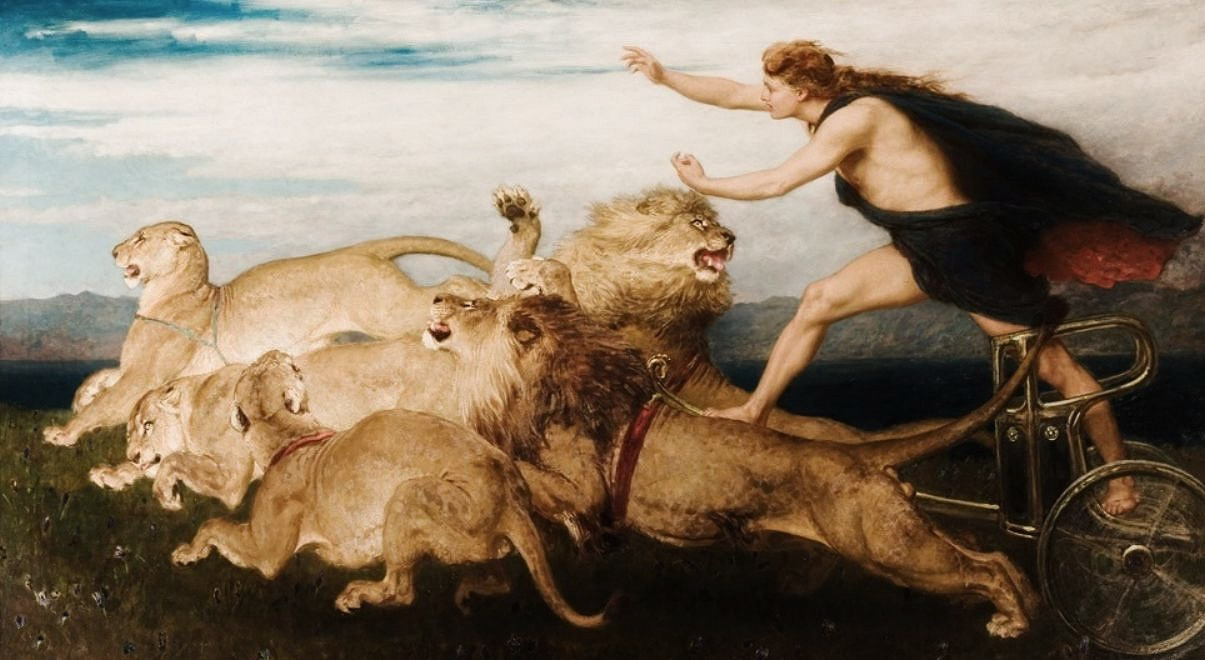
Phoebus Apollo, 1895 (Birmingham Museums Trust)

- Auckland Art Gallery Toi o Tāmaki: 28
- Art Gallery of South Australia: 10672
- Stuttgart Database of Scientific Illustrators 1450–1950: 6099
- Gemeinsame Normdatei: 1047619326
- International Standard Name Identifier: 0000 0000 6704 0411
- Library of Congress Control Number: nb2007027108
- National Gallery of Victoria: 1201
- Nationale bibliotheek van Australië: 35150685
- RKD-Nederlands Instituut voor Kunstgeschiedenis: 67216
- SNAC: w6zw2ht6
- Trove: 843077
- Union List of Artist Names: 500020920
- Virtual International Authority File: 14300596
- WorldCat: E39PBJrm7Kc73DjVCP3X4FQpfq